# La Lava
La Lava ist eine Ortschaft im Departamento Potosí im Hochland des südamerikanischen Andenstaates Bolivien.

## Lage im Nahraum
La Lava liegt in der Provinz José María Linares und ist der drittgrößte Ort im Cantón Caiza „D“ im Municipio Caiza „D“. Die Ortschaft liegt auf einer Höhe von 3527 m am linken, nordöstlichen Ufer des nach Süden fließenden Río La Lava, der flussabwärts in den Río Vitichi mündet, der zum Flussgebiet des Río de la Plata gehört.

## Geographie
La Lava liegt am südlichen Ende der Anden-Gebirgskette der Cordillera Central. Das Klima der Region ist ein typisches Tageszeitenklima, bei dem die mittlere Temperaturschwankung im Tagesverlauf deutlicher ausfällt als im Ablauf der Jahreszeiten.
Die Jahresdurchschnittstemperatur der Region liegt bei 11 bis 12 °C (siehe Klimadiagramm Potosí) und schwankt nur unwesentlich zwischen 8 °C im Juni und Juli und 13 °C von November bis März. Der Jahresniederschlag beträgt etwa 350 mm, bei einer ausgeprägten Trockenzeit von April bis Oktober mit Monatsniederschlägen unter 15 mm, und einer Feuchtezeit von Dezember bis Februar mit durchschnittlich 65 bis 75 mm Monatsniederschlag.

## Verkehrsnetz
La Lava liegt in einer Entfernung von 41 Straßenkilometern südlich von Potosí, der Hauptstadt des Departamentos.
Von Potosí aus führt die insgesamt 1215 Kilometer lange asphaltierte Nationalstraße Ruta 1 in südlicher Richtung nach Cuchu Ingenio und dann weiter über Tarija nach Bermejo an der argentinischen Grenze.
Bei Cuchu Ingenio zweigt die Ruta 14 nach Süden ab, auf der man nach vier Kilometern einen kurzen Abzweig nach La Lava erreicht, und die weiter über Vitichi, Tumusla und Tupiza zur Grenzstadt Villazón führt.

## Bevölkerung
Die Einwohnerzahl der Ortschaft ist in dem Jahrzehnt zwischen den beiden letzten Volkszählungen nur geringfügig angestiegen:
| Jahr | Einwohner         | Quelle       |
| ---- | ----------------- | ------------ |
| 1992 | keine Detaildaten | Volkszählung |
| 2001 | 582               | Volkszählung |
| 2012 | 592               | Volkszählung |
| 2024 |                   | Volkszählung |

Die Region weist einen hohen Anteil an Quechua-Bevölkerung auf, im Municipio Caiza „D“ sprechen 97,0 Prozent der Bevölkerung Quechua.